# Sandro Pertini
Alessandro "Sandro" Pertini, OMCA (tiếng Ý: [alesˈsandro (ˈsandro) perˈtiːni]; 25 tháng 9 năm 1896 – 24 tháng 2 năm 1990) là nhà báo và chính trị gia xã hội người Ý, ông là Tổng thống thứ 7 của Ý, từ năm 1978 đến năm 1985.